# Черемски, Ким
Ким Черемски (англ. Kim Cheremsky; род. 4 сентября 2001, Ашкелон, Израиль) — фигуристка, выступавшая в одиночном катании. На международном уровне представляла США, Украину и Азербайджан.
Участница чемпионата Европы (2018), чемпионка Украины среди юниоров (2015).

## Карьера

### Ранние годы в США
Ким Черемски родилась 4 сентября 2001 года в Ашкелоне, Израиль. Её мать — Ольга Леоненко — украинская легкоатлетка, мастер спорта международного класса по спортивной ходьбе. Отец — Алексей Черемский — израильский фехтовальщик, после окончания карьеры работает тренером в Соединённых Штатах.
Ким встала на коньки в шестилетнем возрасте, после того, как увидела по телевизору ледовое шоу. Занятия фигурным катанием проводила в городе Хакенсак под руководством Галины Змиевской и Виктора Петренко.
На раннем этапе выступала на внутренних американских соревнованиях, в том числе отбиралась на чемпионат США в младшей возрастной категории. Помимо этого, посещала международные старты. Так, соревновалась среди продвинутых новичков (англ. Advanced novice) на турнирах в Германии и Польше. На одном из них, Torun Cup 2013, сумела подняться на высшую ступень пьедестала, одержав верх в обоих видах программы.

### Украинский период
В сезоне 2013/2014 перешла на юниорский уровень. В этой возрастной группе, на протяжении двух лет, не могла пробиться на первенство США, останавливаясь на отборочных этапах. После чего, приняла решение кататься за команду Украины, и в феврале 2015 года с первой попытки завоевала титул чемпионки страны среди юниоров с итоговым результатом 142,34.
В начале следующего сезона последовал дебют в серии юниорского Гран-при. Ким замкнула десятку лучших на этапе в Братиславе, где в судейском протоколе значились тридцать участниц. Осенью 2015 года привезла две бронзы с турниров Кубок Ниццы и Volvo Cup. Как оказалось, это последние состязания под флагом Украины. Далее она во второй раз сменила спортивную федерацию. 

### Дебют на чемпионате Европы за Азербайджан
Поскольку, согласно правилам ИСУ, фигурист при смене гражданства должен отбыть годичный «карантин», который отсчитывается с последнего международного старта за предыдущую страну, Ким вышла на лёд лишь на этапе Гран-при Риги 2017, представляя азербайджанскую сборную. Азербайджан не располагает необходимой инфраструктурой для занятий фигурным катанием, поэтому кавказская республика прибегает к практике натурализации спортсменов. Так, например, эту страну представляли американцы Ларри Луполовер (англ. Larry Loupolover), Морган Флуд (англ. Morgan Flood), Беверли Вуден (англ. Beverly Wooden) и россиянка Екатерина Рябова.
Черемски в 2017 и 2018 году выступала одновременно среди взрослых и юниоров. В это время она впервые приняла участие в турнире серии «Челленджер», а также достигла соответствия всем критериям для попадания на один из самых главных стартов сезона — чемпионат Европы.
Испытывая трудности, она не могла повторить или улучшить прежние результаты. Перед стартом сезона 2018–2019 годов поменяла тренировочную группу, переехав из США в Пуатье к Брайану Жуберу. Под наставничеством французского специалиста участвовала в ежегодной серии Гран-при, где финишировала тридцать второй и двадцать второй. Вскоре стало известно, что Ким приостановила соревновательную карьеру и сосредоточилась на учёбе.

## Программы
| Сезон     | Короткая программа                                                      | Произвольная программа                                         |
| --------- | ----------------------------------------------------------------------- | -------------------------------------------------------------- |
| 2018–2019 | - «Crazy in Love» София Карлберг - «Girls Like to Swing» Сунидхи Чаухан | - Саундтрек из телесериала «Страшные сказки» Абель Коженёвский |
| 2017–2018 | - «Just For You» Джованни Марради                                       | - Саундтрек из телесериала «Великолепный век»                  |
| 2015–2016 | - «Historia de un Amor» Карлос Элета Альмаран                           | - «Je suis malade» Элис Дона                                   |

## Достижения
Персональный рекорд Черемски, по системе ИСУ, был установлен на юниорском Гран-при в Словакии 21 августа 2015 года и равен 124,45 балла.
Перед началом сезона 2018/2019 Международный союз конькобежцев провёл судейскую реформу, по итогам которой шкала за качество исполнения элементов (от −3 до +3) была расширена (от −5 до +5), и все оценки, полученные спортсменами до августа 2018 года, были обнулены и признанны историческими. По обновлённой системе оценивания Черемски выступила на двух турнирах, на которых лучшей суммой за две программы стал результат 89,44.
Это не означает, что фигуристка не набирала большее количество баллов. На чемпионате Украины среди юниоров 2015 Ким завоевала золото и кроме того, в судейском протоколе за два проката значились 142,34 балла. Но этот результат не может быть признан персональным рекордом, поскольку Международный союз конькобежцев не учитывает оценки, полученные на национальных чемпионатах. 

## Результаты
(За Азербайджан)
| Соревнования                       | 17/18         | 18/19         |
| Международные                      | Международные | Международные |
| ---------------------------------- | ------------- | ------------- |
| Чемпионаты Европы                  | 35            |               |
| Челленджеры. Nebelhorn Trophy      | 20            |               |
| Международный кубок Ниццы          | 14            |               |
| Международные среди юниоров        |               |               |
| Этап юниорского Гран-при: Словакия |               | 32            |
| Этап юниорского Гран-при: Канада   |               | 22            |
| Этап юниорского Гран-при: Латвия   | 20            |               |
| Этап юниорского Гран-при: Польша   | 22            |               |
| Ice Star                           | 7             |               |

| Соревнования                           | 11/12                        | 12/13                        |
| Международные среди новичков           | Международные среди новичков | Международные среди новичков |
| -------------------------------------- | ---------------------------- | ---------------------------- |
| Torun Cup                              |                              | 1                            |
| NRW Trophy                             |                              | 3                            |
| Кубок Варшавы                          |                              | 16                           |
| Национальные                           |                              |                              |
| Чемпионат США среди юниоров            | 19J.                         |                              |
| J. — соревновательный уровень Juvenile |                              |                              |

| Соревнования                       | 14/15                       | 15/16                       |
| Международные среди юниоров        | Международные среди юниоров | Международные среди юниоров |
| ---------------------------------- | --------------------------- | --------------------------- |
| Этап юниорского Гран-при: Словакия |                             | 9                           |
| Международный кубок Ниццы          |                             | 3                           |
| Volvo Open Cup                     |                             | 3                           |
| Philadelphia Summer International  |                             | 8                           |
| Национальные                       |                             |                             |
| Чемпионат Украины среди юниоров    | 1                           |                             |